# チャック・ホーガン
チャック・ホーガン（Chuck Hogan、1967年8月4日 - ）は、アメリカ合衆国の小説家。代表作に『強盗こそ、われらが宿命（さだめ）』や、ギレルモ・デル・トロとの共作の『ザ・ストレイン』がある。
『強盗こそ、われらが宿命（さだめ）』はハメット賞を受賞し、スティーヴン・キングに当年のベスト10に入ると称賛され 、2010年にベン・アフレック主演で『ザ・タウン』として映画化された。
『ザ・ストレイン』は2014年から『ストレイン 沈黙のエクリプス』としてテレビドラマ化され、ホーガンは数エピソードの脚本も執筆している。

## 作品リスト
| 邦題                                       | 原題                | 刊行年 | 刊行年月   | 訳者       | 出版社             | 備考                               |
| ------------------------------------------ | ------------------- | ------ | ---------- | ---------- | ------------------ | ---------------------------------- |
| 人質                                       | The Standoff        | 1995年 | 1997年11月 | 羽田詩津子 | 講談社             |                                    |
|                                            | The Blood Artists   | 1998年 |            |            |                    |                                    |
| 強盗こそ、われらが宿命                     | Prince of Thieves   | 2004年 | 2007年9月  | 加賀山卓朗 | ヴィレッジブックス | 2010年に『ザ・タウン』として映画化 |
|                                            | The Killing Moon    | 2007年 |            |            |                    |                                    |
| ザ・ストレイン沈黙のエクリプス【文庫改題】 | The Strain          | 2009年 | 2009年9月  | 大森望     | 早川書房           | ギレルモ・デル・トロ共著           |
| 流刑の街                                   | The Devils In Exile | 2010年 | 2011年1月  | 加賀山卓朗 | ヴィレッジブックス |                                    |
| 暗黒のメルトダウン                         | The Fall            | 2010年 | 2012年9月  | 嶋田洋一   | 早川書房           | ギレルモ・デル・トロ共著           |
| 永遠の夜                                   | The Night Eternal   | 2011年 | 2012年11月 | 嶋田洋一   | 早川書房           | ギレルモ・デル・トロ共著           |
| ギャングランド                             | Gangland            | 2022年 | 2024年5月  | 渡辺義久   | 早川書房           |                                    |